# Agaricus friesii
Agaricus friesii är en svampart som beskrevs av Lév. 1844. Agaricus friesii ingår i släktet champinjoner och familjen Agaricaceae.   Inga underarter finns listade i Catalogue of Life.